# كارلو غوتسي
كارلو غوتسي (بالإيطالية: karlo ˈɡɔddzi) (و.13 ديسمبر 1720 - 4 أبريل 1806) كاتب مسرحي إيطالي.

## حياته
ولد وتوفي في البندقية في أسرة نبيلة. وترك تعليمه بسبب إفلاس أسرته، فعاش في عزلة وتقشف، كان يحب الأدب فكتب مسرحيات متنوعة بين الشعر والنثر حتى بلوغه الحادية والعشرين، حينئذٍ توجّه إلى دلماطية في يوغوسلافيا (كرواتيا حاليا) لأداء خدمة العلم مدة ثلاث سنوات. وبعد عودته إلى البندقية اصطدم بالواقع الاقتصادي المؤلم الذي آلت إليه أسرته، ووفاة والده. ومما زاد من حزنه طمع إخوته وتهافتهم على تقاسم الميراث، فابتعد عن داره ساخطا على الأسرة والمجتمع.
حاول غوتسي الترفيه عن نفسه بارتياده للمسارح، فخالط فناني الكوميديا المرتجلة، ووجد أصدقاء له في مجمع غرانلسكي، وهو وسط أدبي فلسفي علمي سعى إلى إحياء الاتباعية (الكلاسيكية) التي قضى عليها تيار الباروك، وساند أعضائه وأصبح واحدا منهم، وكان هدفهم المحافظة على صفاء لغة البلاد من تسرب الفرنسية أو غيرها إليها. وهاجم عقائد عصر التنوير، وكان يؤمن بالتبعية وبمجتمع خاضع لنظام تراتبي لكل فرد فيه مكانته واجباته وحقوقه، ولذلك صُنف من الكاتب المحافظين.

## أعماله
بدأ بكتابات هجاء لمسرح كارلو جولدوني ووالتر كياري كان أولها «مركب التأثيرات الوافدة» عام 1757، وهي تقويم شعري يُنبئ بوصول سفينة إلى البندقية على متنها مسرحيات ملهاوية رديئة، تبعتها أُهجيات أخرى مناهضة للمجتمع والتيارات الحديثة أشهرها «مارفيزا غريبة الأطوار»، وهي قصيدة بطولية هزلية بدأ نظمها عام 1761 ووصفها غوتسي بأنها «لوحة تاريخية عن وطن أفسدته أخلاق المجتمع»، ثم كتب عام 1762 مسرحيته الشهيرة «الأميرة توراندوت» التي حولها جاكومو بوتشيني إلى أوبرا، ثم توجه غوتسي بعد ذلك نحو المسرحيات الخيالية الخرافية وكتب بين عامي 1761 و 1766 عشر مسرحيات منها «حب البرتقالات الثلاث» التي حولها الملحن الروسي سيرغي بروكوفييف إلى أوبرا، و«الملك الوعل» و«الغراب»، و«المرأة الأفعى».
حاول غوتسي التقرب من جمهوره أكثر، باقتباسه من مسرح الفروسية الإسباني لكنه فشل، ولا يذكر من تلك الفترة سوى مسرحية «عقاقير الحب» عام 1777، والتي أثارت فضيحة حول أمين سر مجلس الشيوخ في البندقية، الأمر الذي دفع الكاتب للدفاع عن نفسه وتقديم مبررات في مذكرات سماها «مذكرات عقيمة نُشرت عن تواضع» عام 1780.

## بعض مسرحياته
- حب البرتقالات الثلاث، (The Love of Three Oranges) عام 1761.
- الغراب، (The Crow) عام 1762.
- الملك الوعل، (The Stag-King) عام 1762.
- تراندوت، (Turandot) عام 1762.
- المرأة الأفعى، (The Serpent Woman) عام 1763.
- La Zobeide، عام 1763.[14]
- المتسولون المحظوظون، (The Fortunate Beggars)، عام 1764.[15]
- الوحش الأزرق، (The Blue Monster)، عام 1764.[16]
- الطائر الأخضر، (The Green Bird)، عام 1765.[17]
- Zeim, King of Genies
- Marfisa bizzarra، عام 1765.[18]

## انتقاد مسرحه
وجد النقاد في مسرح غوتسي بأنه مسرح شعبي يستوحي الخيال الشعري ويخضع لقواعد النزوات والأهواء والفنتازيا، ويخلط المضحك بالمبكي والواقع بالخيال. وهذا ما أُخذ على الكاتب. ففي رأي النقاد، من غير الوارد خلط الأمور في مسرحيات تقف فيها وجوه مقنّعة، تمثل الشعب وتتحدث بلغته المحكية وتستعمل تعابيره السوقية، إلى جانب مع وجوه أبطال تتحدث بلغة الشعر عن المشاعر الإنسانية.

## روابط خارجية
- كارلو غوتسي على موقع IMDb (الإنجليزية)
- كارلو غوتسي على موقع الموسوعة البريطانية (الإنجليزية)
- كارلو غوتسي على موقع قاعدة بيانات برودواي على الإنترنت (الإنجليزية)
- كارلو غوتسي على موقع ديسكوغز (الإنجليزية)